# Pradons
Pradons är en kommun i departementet Ardèche i regionen Auvergne-Rhône-Alpes i sydöstra Frankrike. Kommunen ligger  i kantonen Vallon-Pont-d'Arc som ligger i arrondissementet Largentière. År 2022 hade Pradons 537 invånare.

## Befolkningsutveckling
Antalet invånare i kommunen Pradons
Referens: INSEE